# 5097 Axford
Az 5097 Axford (ideiglenes jelöléssel 1983 TW1) a Naprendszer kisbolygóövében található aszteroida. Edward L. G. Bowell fedezte fel 1983. október 12-én.